# シュピネライ

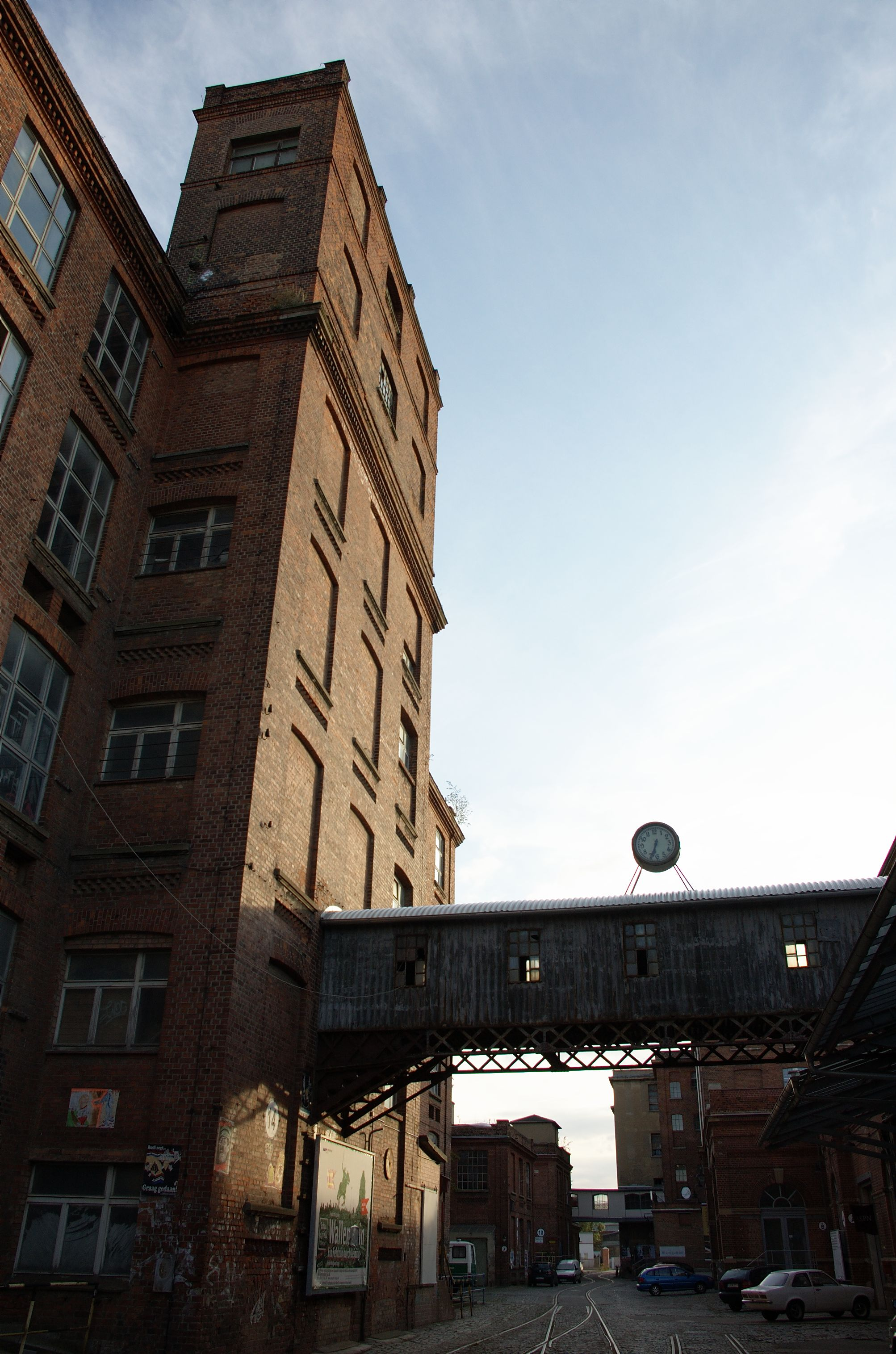
Leipziger Baumwollspinnerei

シュピネライ（spinnerei）は、ドイツのザクセン州ライプツィヒ西部郊外のプラークヴィッツ地区にある旧紡績工場。1992年に紡績工場としての役目を終えた後、ギャラリーや工房として利用がなされ、現代美術の発信源のひとつとして知られている。
ライプツィヒ紡績工場株式会社が1884年に建設したもので、生産量がピークに達した1907年には4,000人を超える労働者が働き、労働者の住居や幼稚園なども内包したヨーロッパ大陸最大の紡績工場となった。1989年に生産が停止され、1992年に廃業。工場跡地には、後年「新ライプツィヒ派」と呼ばれるようになるネオ・ラオホをはじめとした造形芸術家が住み着くようになり、シュピネライ近郊は芸術村として再生した。シュピネライ内には13のギャラリーと展示スペースが設けられている。